# Miami Ink
Miami Ink är en dokumentärserie från amerikanska TLC som i Sverige visats på svenska TLC och TV6 och Discovery Channel och som följer verksamheten vid tatueringsstudion Love Hate i Miami. Under programmen får man följa tatuerarna i deras arbete. Programmet hade premiär 2005 och har fått två spinoffs, LA Ink och London Ink.

## Medverkande

### Ami James
Ami James, född 6 april 1972 i Egypten, är en av två ägare till studion. James inledde sin karriär som tatuerare vid 20 års ålder. James är delägare i kläddesignföretaget Deville USA, tillsammans med Chris Núñez och Jesse Fleet. James äger också en del i nattklubben Love/Hate.

### Yojiro Harada
Yojiro Harada (japanska: 原田洋二郎　Harada Yōjirō) föddes i Tokyo i Japan och är Ami James lärling.
Har tillsammans med frun "Bridget" Bridgette en dotter, Sydney, som föddes 2008.

### Chris Nuñez
Chris Nuñez, född 11 april 1973, är den andre delägaren i studion. Nuñez började som graffitimålare men övergick så småningom till tatuering. Han är även delägare i nattklubben Love/Hate. Han är kuban och talar flytande Spanska.

### Chris Garver
Chris Garver, född 11 september 1970 i Pittsburgh. Hans mamma var konstnär och Garver började tidigt att teckna och måla. Han har bott i Japan en tid.

### Darren Brass
Darren Brass växte upp i Waterbury, Connecticut. Han är halv irländare och halv polack. Han har en son, Cassius Aveory, tillsammans med flickvännen Talea.

### Kat Von D

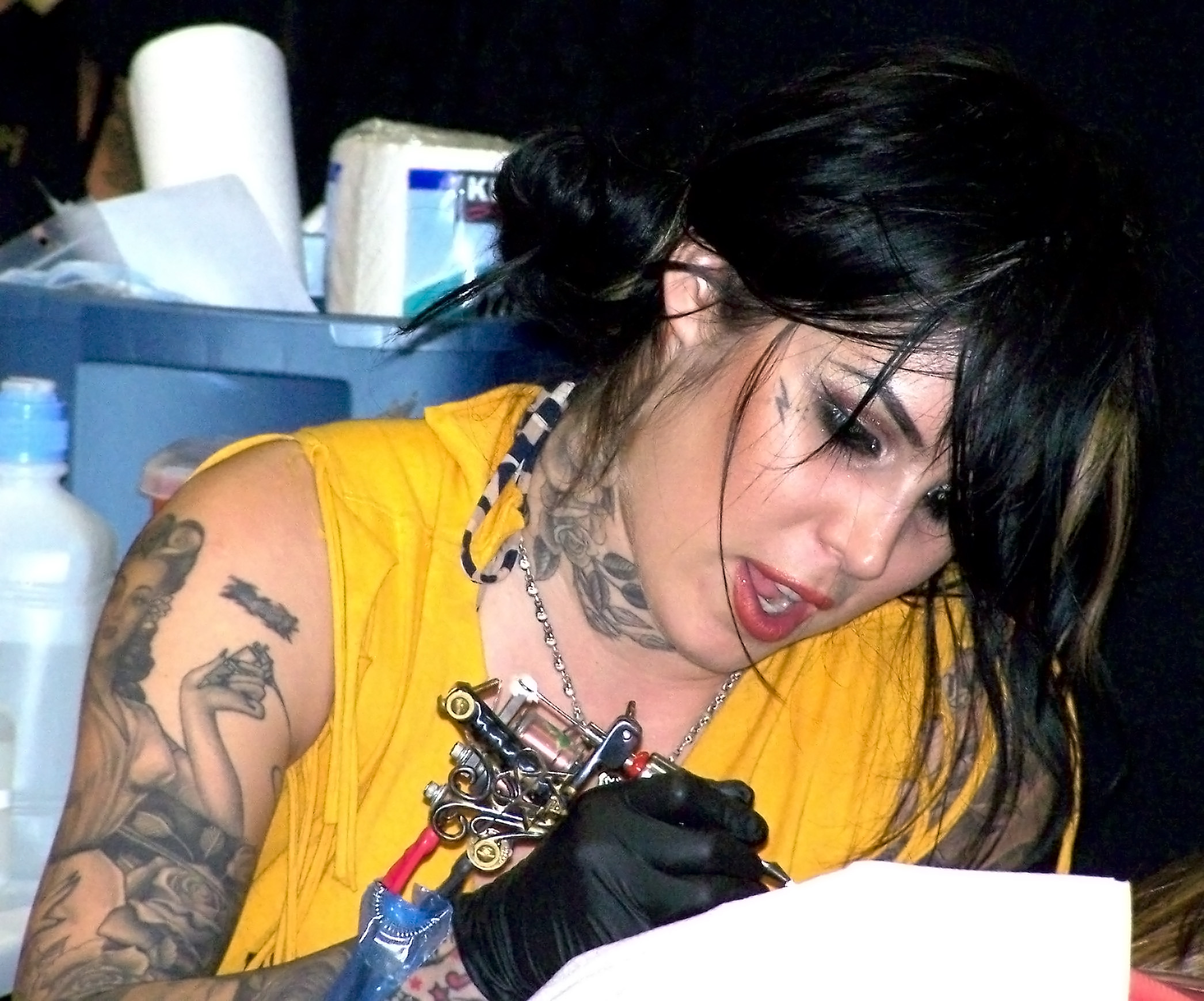
Kat Von D

Kat Von D medverkade i seriens två första säsonger, men blev därefter avskedad. Hon startade då en egen studio, High Voltage Tattoo. Von D:s verksamhet speglas i TV-programmet LA Ink. Kat Von D började tatuera professionellt 1998.

### Baby Dre
Baby Dre, eller Andrea Samira O'Brien är född i Marocko, men flyttade i tidiga år med familjen till USA och Florida. Hon är stylist och designer och har bland annat stylat stjärnor som P!nk och stått på scen med Juliette Lewis. Hon är lesbisk och ger serien lite "gay-flavour". Baby Dre medverkar i den senaste säsongen av Miami Ink.

## Kända personer som tatuerats hos Miami Ink
Följande personer har blivit tatuerade hos Miami Ink:
- Diablo Dimes, musiker - huvud med texten "Ragtime Gypsy New Orleans" över och under huvudet + En duva med texten Sofia Holliday på bröstet av Darren Brass
- Evan Seinfeld, Biohazard - dödskalle med bandana och texten FTW (Fuck The World), av Chris Garver
- Sunny Garcia, professionell surfare - Hawaii-öarna, av Ami James
- Mark Zupan, Murderball - tribal över axel och bröst, av Ami James
- H2O, alla bandmedlemmar har blivit tatuerade av fyra tatuerare
- Tako, motorcykelbyggare - tegelstenar på högra handleden, av Ami James
- Phil Varone, före detta trummis i Skid Row - sonens namn, av Darren Brass
- Anthony Bourdain, kock, författare och värd för tv-programmet No Reservations - Dödskalle, av Chris Garver
- Harold Hunter, skateboardåkare - Twin Towers, av Chris Garver
- Lloyd Banks, rappare - motiv över New York, av Chris Garver
- Paul Teutul, Sr, motorcykelbyggare från Orange County Choppers - bild av Pauls ena hund, av Ami James